# Thagria furculata
Thagria furculata är en insektsart som beskrevs av Nielson 1980. Thagria furculata ingår i släktet Thagria och familjen dvärgstritar. Inga underarter finns listade i Catalogue of Life.